# محمد الحردان
محمد الحردان (عربی: محمد الحردان؛ زادهٔ ۶ اکتبر ۱۹۹۷) بازیکن فوتبال اهل بحرین است.
از باشگاه‌هایی که در آن بازی کرده‌است می‌توان به باشگاه فوتبال وایله بلدکلوب و باشگاه ورزشی المحرق اشاره کرد.
وی همچنین در تیم‌های ملی فوتبال زیر ۲۳ سال بحرین، و بحرین بازی کرده‌است.